# John Daly (piloto de skeleton)
John Daly (Long Island, 10 de junio de 1985) es un deportista estadounidense que compitió en skeleton. Ganó una medalla de oro en el Campeonato Mundial de Skeleton de 2013, en la prueba por equipos mixtos.

## Palmarés internacional
| Campeonato Mundial | Campeonato Mundial   | Campeonato Mundial | Campeonato Mundial |
| Año                | Lugar                | Medalla            | Prueba             |
| ------------------ | -------------------- | ------------------ | ------------------ |
| 2013               | Sankt Moritz (Suiza) | Medalla de oro     | Equipo mixto       |